# 鍋島宗教
鍋島 宗教（なべしま むねのり）は、江戸時代中期の大名。肥前佐賀藩6代藩主。官位は従四位下・侍従、丹後守。

## 略歴
5代藩主・鍋島宗茂の長男として誕生。幼名は萬吉。初名は教茂（のりしげ）。
元文3年（1738年）、父の隠居により家督を相続する。従四位下・侍従・丹後守に叙せられ、父と同じく将軍徳川吉宗より偏諱の授与を受けたが、父と同名になるのを避け、諱を「宗教」とした。この頃の佐賀藩の財政難は深刻で借銀高は増加、本藩の財政は家中の献米・献銀に依存していた。
延享2年（1745年）頃から自身の後継問題や、宗教を隠居させようとする動きなどがあったため、蓮池藩の鍋島直恒や武雄領の鍋島茂昭など、幕閣を巻き込んで一族が混乱した。
この混乱の処罰として、幕命により寛延2年（1749年）末に諫早茂行が強制隠居処分となり、その影響で寛延3年（1750年）には諫早一揆が起きた。
宝暦10年（1760年）に隠居し、家督を弟の重茂に譲った。安永9年（1780年）に63歳で死去した。法名は光徳院殿瑞章良麟大居士。

## 系譜
- 父：鍋島宗茂（1687-1755）
- 母：貞姫 - 貞樹院、久世通夏の娘
- 正室：綱姫 - 中院通躬の娘
- 婚約者：亀姫 - 瑤台院、池田吉泰娘
- 生母不詳の子女
  - 女子：伊達村俊室
- 養子
  - 男子：鍋島重茂（1733-1770） - 鍋島宗茂の七男
  - 女子：松子 - 静明院、鍋島直員正室、五条為範娘
  - 女子：千百 - 鍋島直寛正室、甘露寺規長娘